# براد ويلسون (لاعب كريكت)
براد ويلسون (10 أبريل 1985 بأوكلاند في نيوزيلندا - ) (بالإنجليزية: Brad Wilson)‏ هو لاعب كريكت نيوزلندي. لعب مع Northern Districts men's cricket team ‏ وفريق أوتاغو للكريكت ‏.

## وصلات خارجية
- براد ويلسون على موقع إي آس بي آن كريك إنفو (الإنجليزية)